# Aya & Gal
Aya & Gal war ein Künstlerduo, welches von 1992 bis 2001 bestand. Aya Frenkel (* 1967, Jerusalem) und Gal Wertman (* 1966, Haifa) verbergen sich hinter dem Namen Aya & Gal. Der Namenszusatz Middle East soll die politische Dimension ihrer Aktivitäten verdeutlichen.
Das Duo graduierte 1990 an der Bezalel Academy of Arts and Design. Beide leben in Jerusalem. Die Arbeit The Naturalize / Local Observation Point wurde 1997 auf der documenta X in Kassel gezeigt. Es handelt sich dabei um eine interaktive Installation aus einer CD-ROM und der Projektion eines Videofilms auf die Wand. Protagonist ist eine Figur in Latex.
Latex ist das meistgenutzte Material von Aya & Gal. Sie verwenden Latex als Beschichtung von Körper und Gesicht, als Anzug oder Maske. Unter Zuhilfenahme von Gipsabgüssen von Wertmans Körper wurden hautartige Latexumschläge gefertigt. Wertman sagt, er sei jahrelang fasziniert gewesen von der Nahtlinie, der Stelle zwischen der Haut und der Außenseite, zwischen Körper und Haut, die er als „Nullpunkt“ bezeichnet.

## Ausstellungen (Auswahl)
- 1997: documenta X, Kassel
- 1997: Museum van Hedendaagse Kunst Antwerpen, Antwerpen
- 1998: Jewish Museum, New York City